# 沃子爵城堡

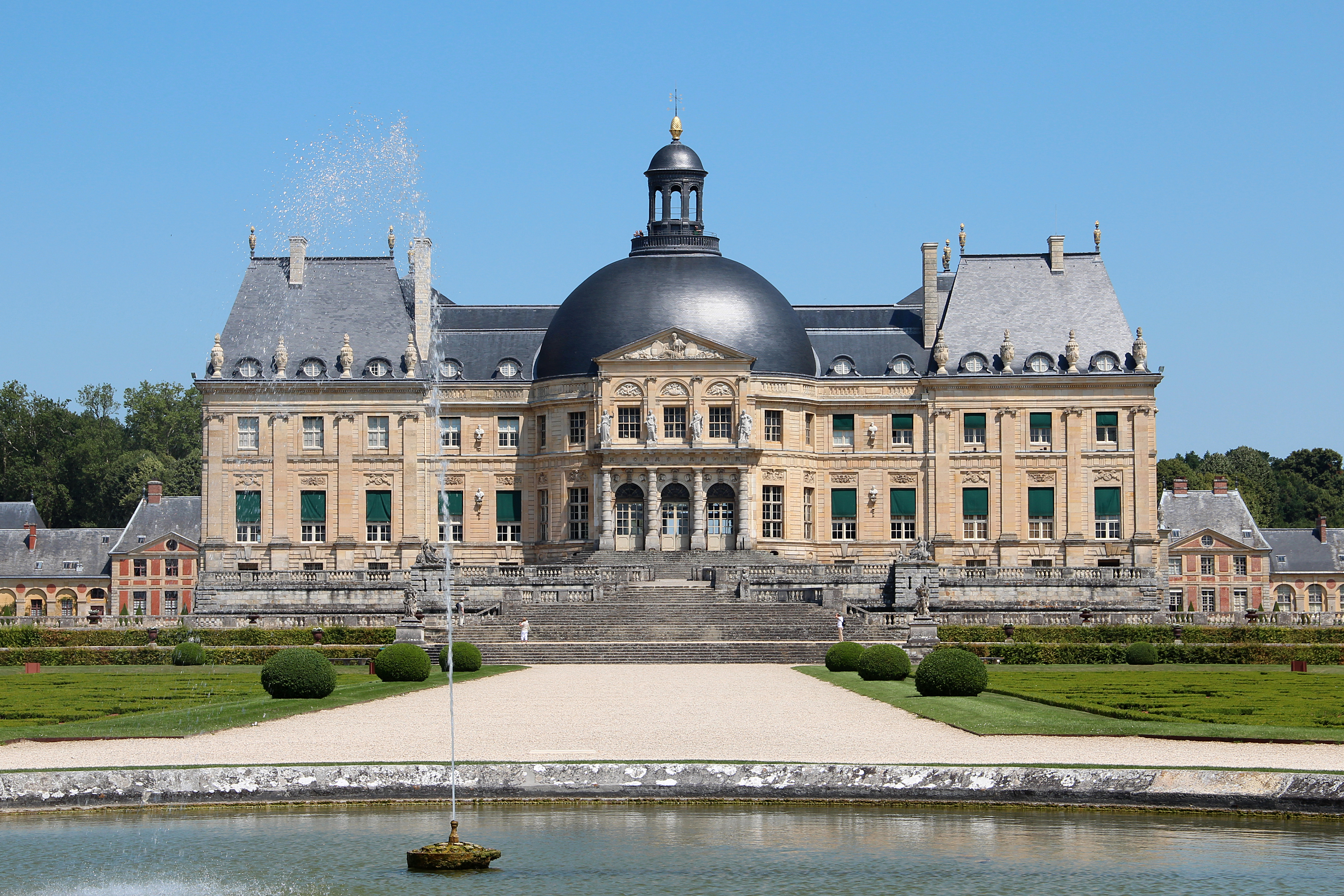
沃子爵城堡

沃子爵城堡（法語：Château de Vaux-le-Vicomte，法語發音：[ʃato də vo lə vikɔ̃t]），又被称为沃乐维康宫，是一座巴洛克风格的法国城堡，位于法国塞纳-马恩省，默伦附近的曼西，在巴黎东南方55公里处。它兴建于1658年到1661年，主人是路易十四的财政大臣，贝勒岛侯爵，默伦和沃子爵尼古拉斯·富凯。
该城堡在许多方面都是17世纪中叶欧洲最有影响力的作品，迈松拉菲特城堡之后法国最精致宏伟的房屋。在沃子爵城堡，建筑师路易·勒沃、景观设计师安德烈·勒诺特尔和画家-装饰家夏尔·勒布伦首次在一个大规模项目中一起工作。他们的合作，标志着一个新秩序的开始：宏伟的“路易十四风格”需要集体工作：结构、内饰、艺术作品和完整景观的创造。花园使用无限延伸的巴洛克轴线就是这种风格的一个例子。

## 历史

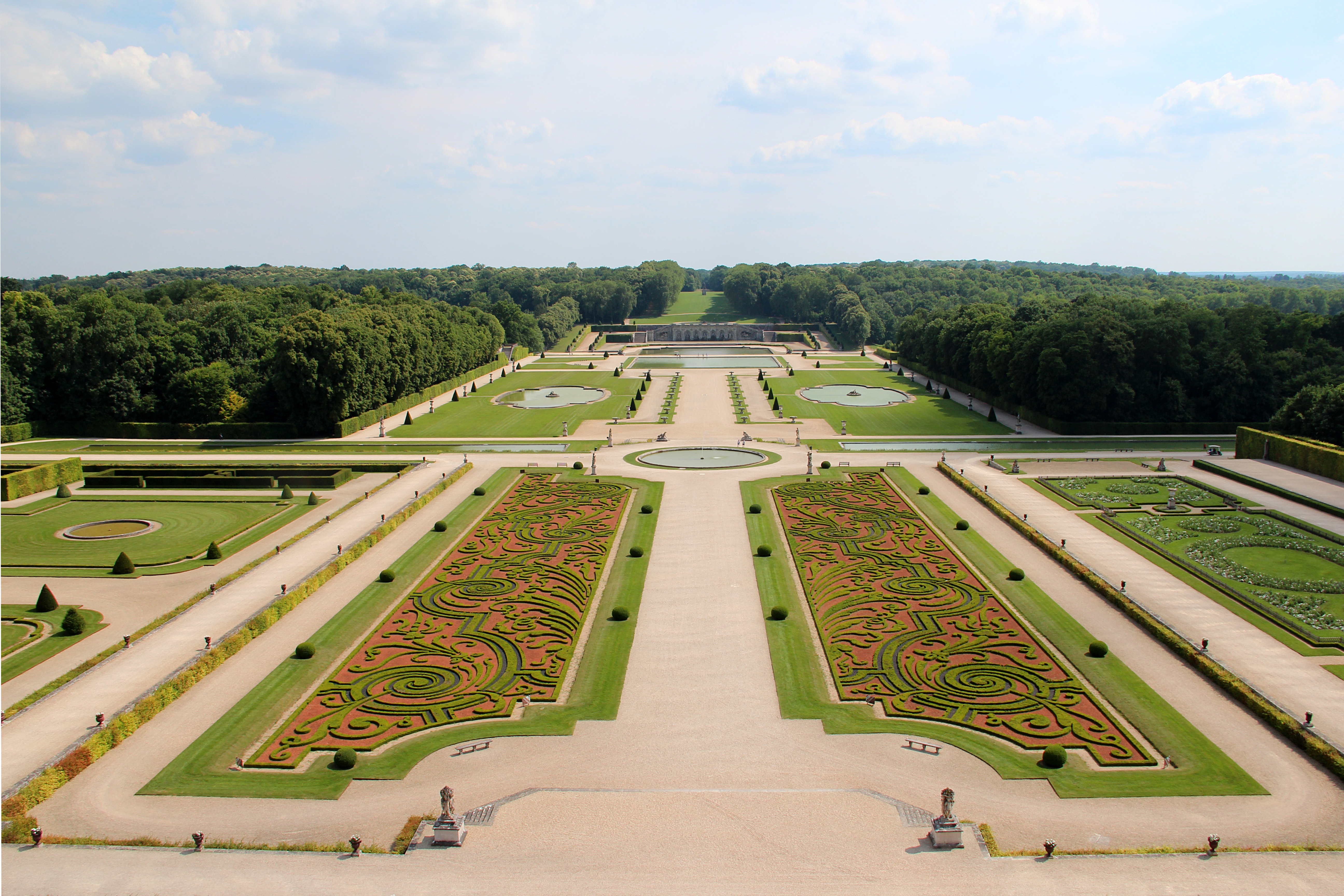
沃子爵城堡花園的景色

它曾经是位于文森和枫丹白露两座皇家宫殿之间的一个小城堡，1641年为尼古拉斯·富凯购得，当时他是一名雄心勃勃的26岁的议员，也是艺术的热心赞助人。
1657年，富凯成为路易十四的财政大臣。富凱邀請年輕的路易十四到他的子爵城堡參加舞會，並且驕傲展示家中的250座噴泉，当时王室在巴黎郊外的行宫——圣日耳曼宫、万塞讷宫、圣克卢宫等无一可以与其相比。路易十四爲他的炫富行爲所激怒。路易十四憤怒他不盡職守之余，将富凯以“贪污”罪名投入巴士底狱，并命令沃子爵府邸的两位主要设计师：园林家安德烈·勒诺特尔和建筑家路易·勒沃为其设计新的行宫，即後來著名的凡尔赛宫。